# 紀元前452年
紀元前452年（きげんぜん452ねん）は、ローマ暦の年である。
当時は、「ラナトゥスとウァティカヌスが共和政ローマ執政官に就任した年」として知られていた（もしくは、それほど使われてはいないが、ローマ建国紀元302年）。紀年法として西暦（キリスト紀元）がヨーロッパで広く普及した中世時代初期以降、この年は紀元前452年と表記されるのが一般的となった。

## 他の紀年法
- 干支 : 己丑
- 日本
  - 皇紀209年
  - 孝昭天皇24年
- 中国
  - 周 - 貞定王17年
  - 秦 - 厲共公25年
  - 晋 - 出公23年
  - 楚 - 恵王37年
  - 斉 - 宣公4年
  - 燕 - 成公3年
  - 趙 - 襄子24年
- 朝鮮
  - 檀紀1882年
- ベトナム :
- 仏滅紀元 : 93年
- ユダヤ暦 : 3309年 - 3310年

## できごと

### 中国
- 田白が斉の宰相となった。